# بازیکن بازی
بازیکن بازی (به هندی: Khel Khilari Ka) فیلمی محصول سال ۱۹۷۷ و به کارگردانی آرجون هینگورانی است. در این فیلم بازیگرانی همچون درمندرا، شبانه اعظمی، شاکتی کاپور، بهارات بوشان، شیاما ایفای نقش کرده‌اند.